# Upper Cwmbran
Upper Cwmbran (en anglais) ou Cwmbrân Uchaf (en gallois) est une communauté du borough de comté de la Torfaen, au pays de Galles. Il s'agit d'une banlieue de Cwmbran située au nord-ouest du centre-ville.

## Démographie
Au recensement de 2011, la communauté d'Upper Cwmbran comptait 5 228 habitants.